# Туллимонстр
Туллимонстр (лат. Tullimonstrum) — род вымерших водных животных спорного систематического положения. Единственный вид - T. gregarium. Удлинённое тело без конечностей отличалось широко расставленными глазами на стебельках, длинным хоботом на голове, который заканчивался челюстями, и ромбовидным хвостовым плавником.
Первая часть родового названия — фамилия первооткрывателя Francis Tully, вторая часть — лат. monstrum — «чудо, диво».
Найден в среднекаменноугольных отложениях (311,45—306,95 млн лет назад) дельты реки, существовавшей в то время на месте современной реки Мазон-Крик (Иллинойс). Там же встречаются остатки других животных, сохраняющихся лишь в исключительных условиях, в том числе медуз, мальков рыб и икры.

## Описание
Вероятно, туллимонстр достигал длины до 35 сантиметров; самые маленькие особи имеют длину около 8 см. Туллимонстр имел пару вертикальных спинных плавников (хотя точность сохранности окаменелостей его мягкого тела затрудняет определение), расположенных на хвостовом конце тела, и имел длинный хобот с восемью маленькими острыми зубцами на конце. Данной челюстью он, возможно, поедал мелких существ и прощупывал съедобный мусор на дне.
Отсутствие твердой части у окаменелости предполагает, что у животного не было органов, состоящих из кости. Имеются свидетельства серийно повторяющихся внутренних структур. Голова плохо дифференцирована. Поперечная полосообразная структура, которая была дорсальной или вентральной, заканчивается двумя круглыми органами, которые связаны с темным материалом, который был идентифицирован как меланосомы (содержащие пигмент меланин). Их форма и структура напоминают глаз камерного типа. Туллимонстр обладал структурами, которые были интерпретированы как жабры, а также, возможно, хорда или рудиментарный спинной мозг. 

## Проблема систематики
Классификация Tullimonstrum является предметом постоянных дебатов с тех пор, как это существо было впервые описано. Многие ученые представили доказательства родства с позвоночными, а другие - родства с беспозвоночными.

### Аргументы в пользу родства с позвоночными

#### Исследование МакКоя
В 2016 году были опубликованы одновременно два исследования, показавшие, что туллимонстр, возможно, был базальным позвоночным, то есть представителем хордовых. Учёные МакКой и другие провели морфологическое исследование нескольких образцов; их анализ показал, что туллимонстр может быть тесно связан с современными миногами. Это сродство было приписано на основе выраженных хрящевых позвоночных структур, известных как аркуалии, спинного плавника и асимметричного хвостового плавника, ороговевших зубов, единственной ноздри и тектальных хрящей, как у миног. В то время как МакКой и др. возникла вероятность того, что туллимонстр принадлежит к предковой группе миног, он также обладает многими признаками, не встречающимися у круглоротых (миноги и миксины).

#### Исследование Клементса
Второе исследование, проведенное учёным Клементсом (2016), пришло к выводу, что туллимонстр был стволовым позвоночным животным, основываясь на анатомии его глаз. Внимательное изучение показало, что у животного был похожий на камеру глаз с сохранившимися линзами и наличием цилиндрических и сфероидных меланосом, расположенных отдельными слоями. Эти глазные пигменты и их уникальная структура были интерпретированы как пигментированный эпителий сетчатки (РПЭ), что убедительно подтверждало тот факт, что эти органы действительно были глазами. Тёмные пигменты в глазу были химически протестированы и оказались окаменелым меланином, в отличие от оммохромов или птеринов (которые являются глазными пигментами, используемыми многими группами беспозвоночных). Хотя авторы признали, что глазные пигменты многих групп беспозвоночных были плохо исследованы, на момент публикации наличие РПЭ и двух различных морфологических меланосом является уникальным признаком позвоночных.

### Аргументы в пользу родства с беспозвоночными

#### Исследование Саллана
В 2017 году учёный Саллан отверг идентификацию туллимонстра как позвоночного животного. Он отметил, что даже наличие двух типов меланосом варьирует среди позвоночных; у миксин они полностью отсутствуют, а сохранившиеся акулы, а также вымершие формы, найденные в районе Мазон-крик, такие как Бандринга, имеют только сфероидные меланосомы. Кроме того, предполагаемая хорда простирается перед уровнем глаз, чего нет ни у одного другого позвоночного, хотя и наблюдается у ланцетников. Даже если эта структура была нотохордом,присутствие нотохордов также не ограничивается позвоночными.
Дальнейшая критика была направлена на идентификацию блоков тела по-разному как жаберных мешочков и мышечных блоков (миомер), несмотря на отсутствие дифференциации в структуре этих блоков. У позвоночных миомеры также тоньше и тянутся по всей длине тела, а не заканчиваются на голове. Между тем жаберные мешки миног являются парными расширениями, а не сегментированными структурами, и обычно встроены в сложный жаберный скелет, чего нет ни у одного из туллимонстров.
Другие идентификации мягкотканых структур считались столь же проблематичными. Предполагаемый мозг не имеет связанной нервной ткани и не связан с глазами, а предполагаемая печень располагалась под жабрами, а не дальше назад, как у других позвоночных. "Рот "в передней части хоботка был описан как обладающий гнатостомоподобными отчетливыми зубными рядами, несмотря на то, что миноги имели" зубные поля " на внутренней стороне рта. Это потребовало бы конвергентной реэволюции хватательных челюстей.
Дополнительная трудность заключается в том, что тонкий и сочлененный хоботок несовместим с методами кормления, обычно используемыми для позвоночных открытой воды: либо таранное, либо всасывающее кормление. Жаберные мешки еще больше затруднили бы поток воды.
Саллан и др. отмечают, что стебельчатые глаза, хвостовые плавники и мозг также присутствуют у аномалокаридид, и что опабиния также имеет подобный хоботок. Ранее родство членистоногих было отвергнуто в предположении, что другие членистоногие Мазон-Крик сохраняются в трехмерном пространстве с карбонизацией экзоскелета, но на самом деле членистоногие не сохраняются таким образом. Они также предположили, что моллюски конвергентно развили сложные камероподобные глаза, содержащие меланосомы, но сторонники интерпретации позвоночных утверждают, что не известно ни одного моллюска, который имел бы меланосомы в двух различных формах. Дальнейшие сходства (такие как лопастной мозг, мышечные полосы, хвостовой плавник, хоботок, и "зубы") могли бы поддерживать возможное родство моллюсков.

#### Исследование Роджерса
Роджерс и др. (2019) показали, что некоторые виды кальмаров (Loligo vulgaris) и каракатиц (Sepia officinalis) на самом деле имеют две различные формы меланосом, которые могут распадаться и выглядеть как RPE-подобный слой, подобный тому, который наблюдается у позвоночных и окаменелостей туллимонстра. На графике следов металлических сигнатур в глазах окаменелостей Мазон-Крик туллимонстр четко отличается как от позвоночных (которые имеют более высокую концентрацию цинка), так и от глазных пятен предполагаемого головоногого моллюска Pohlsepia (однако никаких признаков меланосом у Pohlsepia обнаружено не было, а некоторые исследования отрицают его сродство к головоногим моллюскам) - хотя следует отметить, однако, что эти сигналы находятся под влиянием процесса окаменения. Авторы сомневаются в том, что туллимонстр был головоногим моллюском (при отсутствии других подтверждающих признаков), они утверждают, что строение глаз и химия сами по себе не могут опровергнуть родство беспозвоночных.
Даже если глаз Туллимонстра гомологичен позвоночным, он не обязательно относится к позвоночным. Многие позвоночноподобные черты наблюдаются также у оболочников (личинки которых имеют пигментированные глаза и хвостовые плавники), ланцетников и желудевых червей (оба из которых имеют жаберные отверстия и осевые опорные структуры), а также у вымерших ветуликолий.

#### Исследование Миками
В 2023 году группа учёных во главе с Миками отсканировали 153 образца Tullimonstrum с помощью 3D-сканера, а также другие таксоны из Мазон-Крик. Они пришли к выводу, что некоторые признаки, используемые МакКоем для обоснования идентичности позвоночных (трехлопастной мозг, тектальные хрящи, плавниковые лучи), несопоставимы с признаками позвоночных. Авторы также установили, что туллимонстр имеет сегментацию, распространяющуюся на преоптическую область, которая явно отличается от позвоночных. Подробно обсуждались альтернативные классификации, но туллимонстр мог быть как беспозвоночным хордовым (из-за его сегментации, напоминающей миомеры Esconichthys apopyris, загадочного челюстного позвоночного из Мазон-крика), так и первичноротым.

## Палеоэкология
Туллимонструм, вероятно, был свободноплавающим хищником, обитавшим в открытой морской воде, и время от времени его приносило к прибрежной зоне, где он и сохранялся. Это означает, что он свободно плавал в воде и не привязывался к твердой поверхности или донной среде. 

### Тафономия
Образование окаменелостей Мазон-Крик необычно. Когда эти существа умирали, их быстро хоронили в илистом потоке воды. Бактерии, которые начали разлагать растительные и животные останки в грязи, производили углекислый газ в отложениях вокруг останков. Карбонат соединялся с железом из подземных вод вокруг останков, образуя инкрустирующие конкреции сидерита. Организм был погребен, что замедляло разложение и позволяло сохранить отпечаток или углеродистые останки организма. Первые сведения о механизмах сохранения углерода в ручье Мазон представлены как часть большого набора ископаемых данных, однако детали все еще являются предметом продолжающихся исследований.
Сочетание быстрого захоронения и быстрого образования сидерита привело к превосходной сохранности многих животных и растений, погребенных в грязи. В результате окаменелости Мазон-Крик являются одним из крупнейших в мире Лагерштеттенов, или концентрированных скоплений ископаемых. Быстрое захоронение и сжатие часто приводили к тому, что туши туллимонстров складывались и сгибались, как и другие животные Мазон-Крик.
Хоботок редко сохраняется полностью; он полностью сохранен примерно у 3% экземпляров. Однако какая-то часть органа сохраняется примерно в 50% случаев.